# دومينيك شاتو
دومينيك شاتو (بالإنجليزية: Dominic Chatto)‏ (12 يوليو 1985 بكادونا في نيجيريا - ) هو لاعب كرة قدم نيجيري في مركز الوسط. لعب مع إنتر توركو ونادي أورداباسي ونادي هارتلاند ونادي هكن ونادي بودو/غليمت.

## روابط خارجية
- دومينيك شاتو على موقع اتحاد السويد (السويدية)
- دومينيك شاتو على موقع قاعدة بيانات كرة القدم.إي يو (الإنجليزية)
- دومينيك شاتو على موقع Soccerway.com (الإنجليزية)